# Udsted
Et udsted var i Grønland tidligere betegnelsen for en mindre handelsplads, der forsynedes med handelsvarer fra og afleverede de indhandlede produkter til den koloni, hvorunder det sorterede.
Et udsted bestyredes i reglen af en såkaldt "udligger", der enten kunne være en dansk håndværker, der efter længere tjenestetid i landet havde vist sig egnet dertil, eller en grønlænder, der var i Kongelige Grønlandske Handels tjeneste.